# Phoenicopteridae
I fenicotteri (Phoenicopteridae Buonaparte, 1831) sono una famiglia di uccelli, unica famiglia dell'ordine Phoenicopteriformes. Il nome deriva dal greco Φοῖνιξ, phoînix e πτέροv ptéron col significato di fenice alata.

## Descrizione

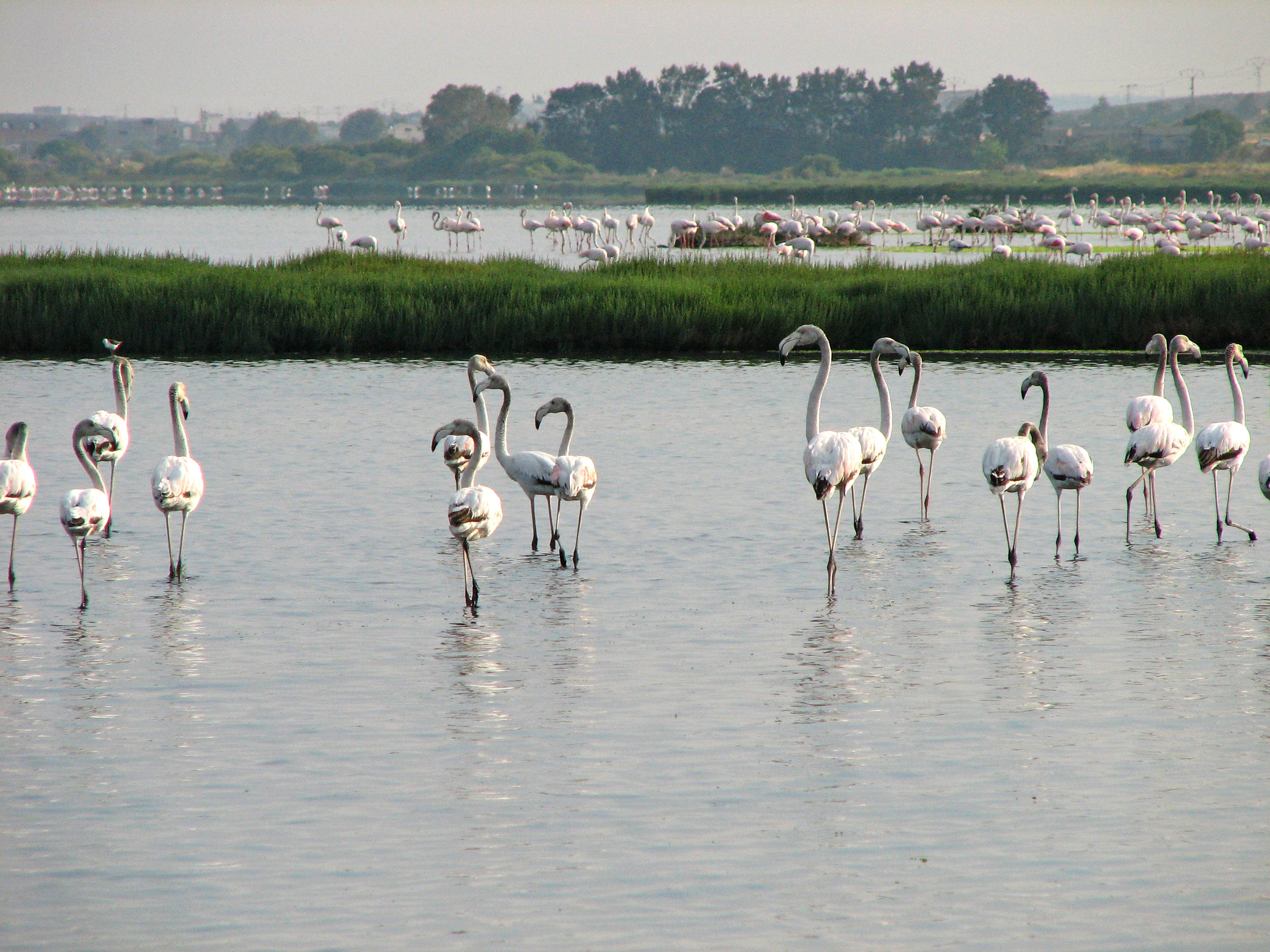

Sono uccelli di grandi dimensioni, con lunghi colli e lunghe zampe e con un caratteristico becco ricurvo verso il basso, adattato alla filtrazione.

## Biologia
I fenicotteri sono uccelli acquatici che formano colonie molto numerose nelle zone umide.

### Alimentazione
Con il loro becco, che presenta un sistema interno di lamelle, e grazie alla lingua, che funziona come una pompa, i fenicotteri filtrano l'acqua, trattenendo piccoli organismi sia vegetali sia animali. La loro dieta comprende piccoli invertebrati, quali crostacei (Artemia salina, Gammarus sp.), ditteri (larve di Chironomus sp.), anellidi, bivalvi, nonché semi, alghe e frammenti di piante acquatiche.

### Riproduzione
Sono uccelli monogami per la stagione riproduttiva, che formano gruppi molto numerosi.
La formazione delle coppie è preceduta da complessi rituali di corteggiamento cui prendono parte numerosi individui contemporaneamente.

Il nido è un cumulo di fango di forma tronco-conica, in cui in genere viene deposto un singolo uovo, covato da entrambi i genitori. Dopo la schiusa i pulcini vengono nutriti per circa due mesi, becco a becco, con un liquido prodotto da ghiandole situate nell'esofago dei genitori (simile al latte del gozzo), costituito da grassi, proteine e carboidrati.

## Distribuzione e habitat
La famiglia è presente con quattro specie nel Nuovo Mondo mentre due sole specie (Phoenicopterus roseus e Phoeniconaias minor) sono diffuse nel Vecchio Mondo.
Prediligono le acque poco profonde, salate o salmastre, sia nelle aree costiere che in quelle interne, dal livello del mare sino a 5000 m di altitudine. Gli stormi di fenicotteri sono spesso asociati ai laghi salini e alcalini del Kenya e della Tanzania.

## Tassonomia
La famiglia comprende 6 specie in 3 generi:
- Phoenicopterus Linnaeus, 1758
  - Phoenicopterus roseus Pallas, 1811 - fenicottero maggiore, diffuso in Africa, Asia meridionale ed Europa meridionale.
  - Phoenicopterus ruber Linnaeus, 1758 - fenicottero rosso, presente nei Caraibi, in Mesoamerica e nelle Isole Galapagos, fino a poco tempo fa considerato una sottospecie del fenicottero maggiore
  - Phoenicopterus chilensis Molina, 1782 - fenicottero del Cile, diffuso in Sudamerica
- Phoeniconaias G. R. Gray, 1869
  - Phoeniconaias minor (É. Geoffroy Saint-Hilaire, 1798) - fenicottero minore, presente in Africa e in India
- Phoenicoparrus Bonaparte, 1856
  - Phoenicoparrus andinus (Philippi, 1854) - fenicottero delle Ande, diffuso nelle Ande meridionali
  - Phoenicoparrus jamesi (P. L. Sclater, 1886) - fenicottero di James, diffuso nelle Ande settentrionali